# Márcio Philaphiano Nery
Márcio Philaphiano Nery (Manaus, 10 de março de 1865 – Petrópolis, 15 de fevereiro de 1911) foi um médico brasileiro.
Foi eleito membro da Academia Nacional de Medicina em 1900.